# Веселе (Очеретинська селищна громада)
Весе́ле — село в Очеретинській селищній громаді Покровського району Донецької області, України. Населення становить 147 осіб.

## Загальні відомості
Відстань до Донецька становить близько 22 км і проходить автошляхом місцевого значення.
Землі села межують із північними околицями Авдіївки Донецька область.

## Транспорт
Селом пролягають автошляхи місцевого значення:
- С051808 Красногорівка — Веселе (9,9 км)
- С051829 Веселе — Н20 (1,8 км)

## Населення
За даними перепису 2001 року населення села становило 147 осіб, із них 54,42 % зазначили рідною мову українську та 35,37 %— російську.